# Sergej Arsenjevitj Nevskij
Sergej Arsenjevitj Nevskij, född 24 september 1908, död 2 juli 1938 i Leningrad, var en rysk botaniker som specialiserade sig på familjerna Orchidaceae och Polygalaceae samt släktena Delphinium och Thalictrum. Han dog i förtid av tuberkulos.
Auktorsnamnet Nevski kan användas för Sergej Arsenjevitj Nevskij i samband med ett vetenskapligt namn inom botaniken; se Wikipediaartiklar som länkar till auktorsnamnet.